# Joël Pelier
Joël Pelier est un coureur cycliste français, né le 23 mars 1962 à Valentigney dans le Doubs.

## Biographie
Découvert par Jean de Gribaldy, Joël Pelier devient professionnel en 1985. Il découvre le Tour de France 1985. Lors de la douzième étape, longue de 269 kilomètres avec 7 cols à franchir, les équipes s'entendent pour rouler sans attaquer lors des premières difficultés, mais Pelier attaque pourtant dans la descente du col de la Colombière. Bernard Hinault va lui-même le chercher et le rappelle sévèrement à l'ordre. 
En 1986, il porte le maillot du combiné du Tour de France avant de devoir abandonner après la dix-septième étape qui se termine au col du Granon. Il subit un contrôle antidopage positif en 1988. L'année suivante, il remporte sa plus belle victoire sur le Tour de France au terme d'une échappée en solitaire avec près de deux minutes d'avance sur le peloton, après avoir eu 17 minutes d'avance. 
À la fin de l'année 1990, son contrat n'est pas renouvelé. Il retourne chez les amateurs. Dans l'encadrement du VC Morteau-Montlebon, il organise une cyclosportive qui porte son nom. Il a remporté 13 victoires.
Il est devenu sculpteur sur bois,.

## Palmarès sur route

### Coureur amateur
- 1983
  - Tour de Franche-Comté
- 1984
  - Grand Prix de France (contre-la-montre)
  - 4e étape de la Route de France (contre-la-montre)
  - 2e du Chrono Madeleinois
  - 2e du Grand Prix des Nations amateurs
  - 3e de la Flèche d'or européenne

### Coureur professionnel
- 1985
  - Grand Prix de l'UC Bessèges
  - 4ea étape de Paris-Nice
  - 2e du Grand Prix d'Aix-en-Provence
- 1986
  - Grand Prix d'Aix-en-Provence
  - 2e du Tour méditerranéen
  - 10e du Grand Prix du Midi libre
- 1987
  - 4e étape du Tour Midi-Pyrénées
  - 1re étape du Tour de la Communauté européenne
  - 2e étape du Tour d'Irlande
  - 3e du Tour d'Armorique
  - 4e du Tour d'Irlande
- 1988
  - 1rea étape du Grand Prix du Midi libre (contre-la-montre)
- 1989
  - 6e étape du Tour de France
  - Trio normand (avec Philippe Bouvatier et Roland Le Clerc)
- 1990
  - 5e étape du Tour de la Communauté européenne

## Résultats sur les grands tours

### Tour de France
4 participations :
- 1985 : 78e
- 1986 : non partant (18e étape)
- 1988 : 120e
- 1989 : 128e et vainqueur de la 6e étape

### Tour d'Espagne
1 participation :
- 1990 : abandon (8e étape)

## Palmarès sur piste
- 1986
  - 2e du championnat de France de poursuite
  - 2e du championnat de France de l'américaine (avec Philippe Faivre)